# 沃季亞涅 (大米海利夫卡區)
47°8′10″N 29°51′23″E / 47.13611°N 29.85639°E
沃迪亞內（烏克蘭語：Водяне）是位於烏克蘭西南部的村莊，由敖德萨州羅茲季利納區的大米哈伊利夫卡市鎮負責管轄。該村始建於1950年，面積0.26平方公里，海拔高度81米，2001年人口66，人口密度每平方公里251.91人。